# Brand (Scheidegg)
Brand (westallgäuerisch: Brondh) ist ein Gemeindeteil der Marktgemeinde Scheidegg im bayerisch-schwäbischen Landkreis Lindau (Bodensee).

## Geographie
Die Einöde liegt circa 0,5 Kilometer südlich des Hauptorts Scheidegg und zählt zur Region Westallgäu.

## Ortsname
Der Ortsname geht auf einen Flurnamen zurück, der durch Brennen urbar gemachtes Land bedeutet.

## Geschichte
Der Ort wird ab 1950 mit zwei Wohngebäuden im Ortsverzeichnis aufgeführt. 1977 wurde ein Feriendorf des Erholungswerks der Deutschen Bundespost im Ort errichtet, das 1992 erweitert wurde.